# Okres Litoměřice
Litoměřice (Duits: Leitmeritz) is een district (Tsjechisch: Okres) in de Tsjechische regio Ústí nad Labem. De hoofdstad is Litoměřice. Litoměřice bestaat uit 105 gemeenten (Tsjechisch: Obec). In de okres Litoměřice komen de rivieren Elbe (Labe) en Eger (Ohře) samen.

## Lijst van gemeenten
De obce (gemeenten) van de okres Litoměřice. De vetgedrukte plaatsen hebben stadsrechten. De cursieve plaatsen zijn steden zonder stadsrechten (zie: vlek).
Bechlín - Bohušovice nad Ohří - Brňany - Brozany nad Ohří - Brzánky - Bříza - Budyně nad Ohří - Býčkovice - Ctiněves - Černěves - Černiv - Černouček - Čížkovice - Děčany - Dlažkovice - Dobříň - Doksany - Dolánky nad Ohří - Drahobuz - Dušníky - Evaň - Hlinná - Horní Beřkovice - Horní Řepčice - Hoštka - Hrobce - Chodouny - Chodovlice - Chotěšov - Chotiměř - Chotiněves - Chudoslavice - Jenčice - Kamýk - Keblice - Klapý - Kleneč - Kostomlaty pod Řípem - Krabčice - Křesín - Křešice - Kyškovice - Levín - Lhotka nad Labem - Liběšice - Libkovice pod Řípem - Libochovany - Libochovice - Libotenice - Litoměřice - Lkáň - Lovečkovice - Lovosice - Lukavec - Malé Žernoseky - Malíč - Martiněves - Michalovice - Miřejovice - Mlékojedy - Mnetěš - Mšené-lázně - Nové Dvory - Oleško - Píšťany - Ploskovice - Podsedice - Polepy - Prackovice nad Labem - Přestavlky - Račice - Račiněves - Radovesice - Rochov - Roudnice nad Labem - Sedlec - Siřejovice - Slatina - Snědovice - Staňkovice - Straškov-Vodochody - Sulejovice - Štětí - Terezín - Travčice - Trnovany - Třebenice - Třebívlice - Třebušín - Úpohlavy - Úštěk - Vědomice - Velemín - Velké Žernoseky - Vchynice - Vlastislav - Vražkov - Vrbice - Vrbičany - Vrutice - Záluží - Žabovřesky nad Ohří - Žalhostice - Židovice - Žitenice

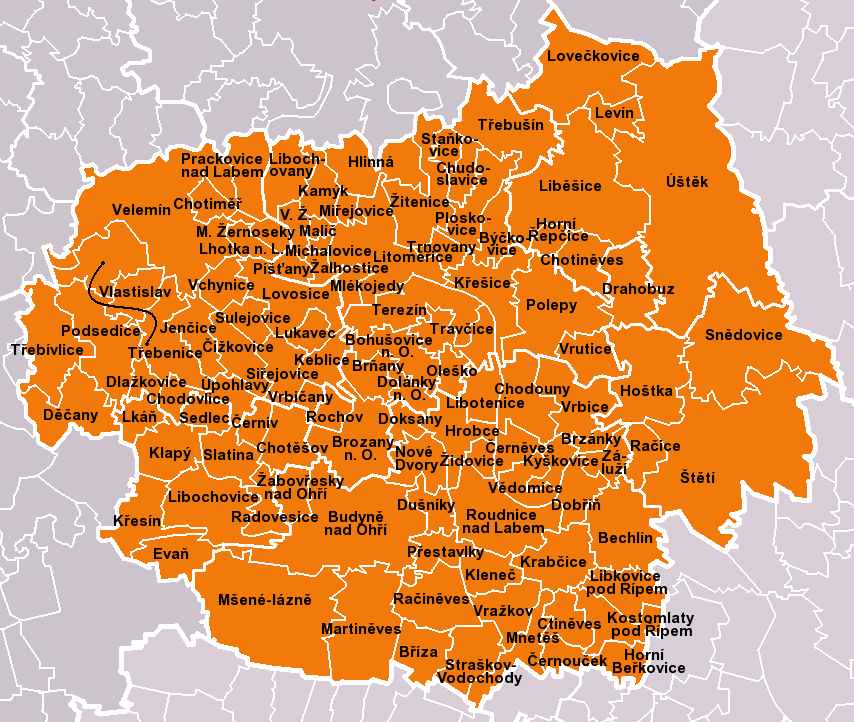
Gemeenten van okres Litoměřice

Děčín · Chomutov · Litoměřice · Louny · Most · Teplice · Ústí nad Labem